# أحمد الخميسي (لاعب كرة قدم)
أحمد محمد خلفان الخميسي (مواليد 26 نوفمبر 1991) هو لاعب كرة قدم عماني محترف يلعب كمدافع لنادي السيب والمنتخب العماني.

## المسيرة الدولية
ظهر الخميسي لأول مرة على المستوى الدولي في 25 مارس 2021 في تعادل ودي 1-1 ضد الهند.
ظهر آخر مرة في مباراة تصفيات كأس العالم 2022 ضد اليابان في هزيمة 1-0،  قبل أن يستدعى إلى التشكيلة النهائية المكونة من 23 لاعباً لكأس العرب 2021 في قطر في 18 نوفمبر 2021. لعب المباراة الكاملة ضد العراق بالتعادل 1-1.

## وصلات خارجية
- أحمد الخميسي على فرق كرة القدم الوطنية.كوم
- أحمد الخميسي  على سكروي
- أحمد الخميسي (لاعب كرة قدم) - صفحة اللاعب على موقع كووورة